# هیمنشی خورانا
هیمانشی خورانا (زاده ۲۷ نوامبر ۱۹۹۱) یک مدل، بازیگر و خواننده هندی است که در فیلم‌های پنجابی کار می‌کند. در سال ۲۰۱۹، او به عنوان یک شرکت کننده در نمایش واقعی بیگ باس ۱۳ شرکت کرد. خورانا در ۲۷ نوامبر ۱۹۹۱ متولد شد و اهل کیراتپور صاحب، پنجاب است.
در نوامبر ۲۰۱۹، خورانا تأیید کرد که با دوست پسر نه ساله خود به نام چاو رابطه متعهدانه دارد. در ژانویه ۲۰۲۰، او در توییتر تأیید کرد که رابطه اش با نامزدش به پایان رسیده است. او از ژانویه ۲۰۲۰ تا دسامبر ۲۰۲۳ با همکار خود در بیگ باس، آسیم ریاز در رابطه بود.

## فیلم‌شناسی

### فیلم‌های
| سال  | عنوان               | نقش          | یادداشت              | مرجع.  |
| ---- | ------------------- | ------------ | -------------------- | ------ |
| ۲۰۱۲ | جیت جانگی جهان      | ناشناخته     |                      | [ ۱۱ ] |
| ۲۰۱۳ | صدای حق             | سوخپریت      |                      | [ ۱۲ ] |
| ۲۰۱۵ | زندگی چرمی          | صفات         |                      | [ ۱۳ ] |
| ۲۰۱۵ | ۲ بول               | ناشناخته     |                      |        |
| ۲۰۱۸ | افسر                | بی‌نام        | آهنگ: "Udhar Chalda" | [ ۱۴ ] |
| ۲۰۲۱ | شاوا نی گرفتاری لال | سورجیت کائور |                      | [ ۱۵ ] |

### تلویزیون
| سال  | عنوان      | نقش        | یادداشت      | مرجع.         |
| ---- | ---------- | ---------- | ------------ | ------------- |
| ۲۰۱۹ | بیگ باس ۱۳ | شرکت کننده | مقام چهاردهم | [ ۱۶ ] [ ۱۷ ] |

## دیسکوگرافی
| سال  | عنوان              | مرجع.  |
| ---- | ------------------ | ------ |
| ۲۰۱۸ | استاندارد سطح بالا | [ ۱۸ ] |
| ۲۰۱۹ | Agg                | [ ۱۹ ] |
| ۲۰۱۹ | خوشم می‌آید         | [ ۲۰ ] |
| ۲۰۲۰ | اودی شریم          | [ ۲۱ ] |
| ۲۰۲۰ | کت و شلوار Dwaade  | [ ۲۲ ] |
| ۲۰۲۰ | فاصله              | [ ۲۳ ] |
| ۲۰۲۱ | سورما بوله         | [ ۲۴ ] |
| ۲۰۲۱ | گالان بهولیان      | [ ۲۵ ] |
| ۲۰۲۲ | پینجرا             | [ ۲۶ ] |